# 长脚赤蛙
长脚赤蛙（学名：Rana longicrus）为蛙科蛙属的两栖动物。分布于台灣本島以及中国大陆的福建等地，常栖息于落叶林、池塘、沼泽以及水田。其生存的海拔上限为500米。该物种的模式产地在台湾。

## 描述
长脚赤蛙是一種體型修長，且具有長腿的青蛙。雄蛙體長為 42—56 mm（1.7—2.2英寸），雌蛙則為 58—65 mm（2.3—2.6英寸）。

## 繁殖
其繁殖季節，在台灣北部的澳底，為11月到次年的3月。雄蛙體長達 33 mm（1.3英寸） ，雌蛙體長達 32 mm（1.3英寸） 即可繁殖。一般雌雄蛙成長一年，即達可繁殖大小。繁殖巔峰期發生在12月，但日期可能受到降雨量而影響。每次可產下 600-2,000 顆卵於水中。蝌蚪成長期約兩個月，即可變態為青蛙。然而，由於人類開發（耕作稻田）和缺水的干擾，蝌蚪順利長成成蛙的機率很低。

## 食性
长脚赤蛙 主要以蜘蛛和昆蟲的幼蟲和成蟲（通常是螞蟻或甲蟲）為食。冬天時，會花費更多時間兜留在水域附近，此時也會吃甲殼類動物。

## 生態
长脚赤蛙常發現於亞熱帶闊葉林以及海拔 1,000米（3,300英尺） 以下的耕地。於沼澤，水池和池塘進行繁殖。因棲息地喪失、人為建設開發以及環境汙染，生存備受威脅。在台灣的陽明山國家公園內為保育類動物。